# MotocyklExpo
MotocyklExpo – (pełna nazwa Targi motocykli i skuterów MOTOCYKL EXPO) – największa cykliczna impreza targowa w Polsce organizowana w Warszawie od 2005 roku. Targi organizowane są w Centrum Targowo- Kongresowym MT POLSKA a jej organizatorem jest firma Moto Roni. Prezentowane są na niej oferty importerów z branży motocyklowej i skuterowej oraz ATV, producentów i sprzedawców akcesoriów.
III edycję Targów odwiedziło 22 tysiące osób, a swoje ekspozycje wystawiło ponad 100 wystawców.
IV edycja zostanie zorganizowana w Warszawie w dniach 13-15 lutego 2009 roku.